# Армин Хелфер
Армин Хелфер (итал. Armin Helfer — Брунико, 31. мај 1980) професионални је италијански хокејаш на леду који игра на позицији одбрамбеног играча. 
Од 2009. године игра у дресу екипе Пустертала у Алпској лиги. Као играч екипе Милана 
освојио је 5 титула националног првака Италије (у сезонама 2001/02, 2002/03, 2003/04, 2004/05. и 2005/06). 
Члан је сениорске репрезентације Италије за коју је дебитовао на светском првенству 2000. године. Био је члан олимпијске репрезентације Италије на ЗОИ 2006. у Торину. 
Његов старији брат Мартин такође је био професионални хокејаш. 